# NK Polet Bokšić
NK Polet je nogometni klub iz Bokšića u općini Đurđenovac nedaleko Našica u Osječko-baranjskoj županiji.
NK Polet je član Nogometnog središta Našice te Nogometnog saveza Osječko-baranjske županije. Klub ima trenutno juniorsku i seniorsku ekipu u natjecanju.
NK Polet osnovan je 1954.
Trenutačno se natječe u 3. ŽNL Liga NS Našice, a u istoj je osvojio naslova prvaka u sezoni 2013./14.
Prvaci 2. ŽNL NS Našice za sezonu 2017./18., te sudjeluju u kvalifikacijama za 1. ŽNL. U obje utakmice poraženi od NK Slavonija iz Punitovaca prvaka 2. ŽNL NS Đakovo rezultatom 4:0 i 2:0. 
Sezonu kasnije (2018./19.) klub ispada u rang niže 3. ŽNL Liga NS Našice, nakon kvalifikacija u kojim sudjeluje kao pretposljednja ekipa 2. ŽNL Našice, a protiv trećeplasirane ekipe LNS Našice NK Omladinac Niza. U oba susreta bolja je bila ekipa iz Nize dva puta po 3:1.

## Uspjesi kluba
2013./14.- prvak 3. ŽNL Liga NS Našice,
2017./18.- prvak 2. ŽNL NS Našice

## Vanjske poveznice
- NK Polet Bokšić na Facebooku
- NK Polet Bokšić na Poslovna.hr
- http://www.nogos.info/  Arhivirana inačica izvorne stranice od 22. svibnja 2016. (Wayback Machine)